# Fannia curvostylata
Fannia curvostylata är en tvåvingeart som beskrevs av Wang, Zhang och Wang 2007. Fannia curvostylata ingår i släktet Fannia och familjen takdansflugor. Inga underarter finns listade i Catalogue of Life.